# 大館村
大館村（おおだてむら）は、かつて青森県にあった村。

## 沿革
- 1889年（明治22年）4月1日 - 町村制施行により三戸郡新井田村、妙村、十日市村、松館村が合併し、大館村が発足。
- 1958年（昭和33年）9月10日 - 八戸市に編入され消滅。